# Busturialdeko Hitza

Comarca de Busturialdea, territori de distribució de Busturialdeko Hitza.

Busturialdeko Hitza (en català, La Paraula de Busturialdea) és una publicació periòdica en basc. Va ser fundada el 15 de desembre de 2005 i el seu àmbit territorial és la comarca biscaina de Busturialdea, d'aquí el seu nom. La seva freqüència de publicació és quinzenal.
Aquesta publicació va aparèixer com una iniciativa privada per proporcionar notícies en basc a les vint poblacions de la comarca (Ajánguiz, Arrazua, Bermeo, Busturia, Cortézubi, Ea, Elanchove, Ereño, Errigoiti, Forua, Gautéguiz d'Arteaga, Guernica i Luno, Ibarranguelua, Mendata, Morga, Múgica, Mundaca, Murueta, Nabarniz i Pedernales). Al moment de la seva aparició ja hi havia altres publicacions comarcals o locals en basc, com Tolosaldeko Hitza, Oarsoaldeko Hitza, Lea-Artibaialdeko Hitza, Urola Kostako Hitza, Goierriko Hitza i Irutxuloko Hitza.
Inicialment es va publicar de dimarts a diumenge però les necessitats econòmiques van fer que des de febrer de 2007 aparegués solament de dimarts a dissabte. Els problemes financers es devien en part en què en ser una empresa privada, alguns ajuntaments del seu àmbit d'actuació no la subvencionaven.